# Distrikt Mazamari
Der Distrikt Mazamari liegt in der Provinz Satipo in der Region Junín in Zentral-Peru. Der Distrikt wurde am 26. März 1965 gegründet. Er hat eine Fläche von 2134 km². Beim Zensus 2017 wurden 35.719 Einwohner gezählt. Im Jahr 1993 lag die Einwohnerzahl 12.487, im Jahr 2007 bei 28.269. Sitz der Distriktverwaltung ist die 676 m hoch gelegenen Stadt Mazamari mit 15.454 Einwohnern (Stand 2017). Mazamari liegt 14 km südöstlich der Provinzhauptstadt Satipo.

## Geographische Lage
Der Distrikt Mazamari liegt zentral in der Provinz Satipo an der Ostflanke der peruanischen Zentralkordillere. Der Río Ene bildet die östliche Distriktgrenze, entlang der nördlichen Distriktgrenze verlaufen die Flüsse Río Pangoa und Río Perené.
Der Distrikt Mazamari grenzt im Südwesten an den Distrikt Pangoa, im Nordwesten an die Distrikte Llaylla, Coviriali und Satipo sowie im Osten an den Distrikt Río Tambo.